# 보스턴 영화 비평가 협회
보스턴 영화 비평가 협회(-映畫批評家協會, 영어: Boston Society of Film Critics)는 미국 매사추세츠주 보스턴의 영화 평론가 조직이다.